# Головоломка по поиску слов

Пример головоломки на английском языке в варианте с указанными словами

Головоломка по поиску слов (от англ. Word search — «поиск слова») — головоломка, представляющая собой прямоугольную таблицу из букв, в которой ищутся слова — вертикально, горизонтально и по диагонали, в прямом и обратном порядке. В некоторых вариантах сразу дан список спрятанных слов, в других он отсутствует — напротив, загадано слово, которое образуется из букв, не вошедших ни в одно слово данной головоломки. Зачастую головоломки посвящены какой-то теме и используются при обучении новым словам и правописанию.
Впервые была опубликована испанским создателем головоломок Педро Окон-де-Оро под названием «Sopas de letras» (исп. Sopas de letras — «суп из букв»). Подобные головоломки довольно популярны в Великобритании, США и Канаде, где печатаются в газетах наряду с кроссвордами.